# Хрусьцехув (Мазовецьке воєводство)
Хрусьцехув (пол. Chruściechów) — село в Польщі, у гміні Стара Блотниця Білобжезького повіту Мазовецького воєводства.
Населення — 167 осіб (2011).
У 1975-1998 роках село належало до Радомського воєводства.

## Демографія
Демографічна структура станом на 31 березня 2011 року:
|          | Загалом | Допрацездатний вік | Працездатний вік | Постпрацездатний вік |
| -------- | ------- | ------------------ | ---------------- | -------------------- |
| Чоловіки | 85      | 24                 | 54               | 7                    |
| Жінки    | 82      | 28                 | 38               | 16                   |
| Разом    | 167     | 52                 | 92               | 23                   |